# Please Hold to My Hand
"Please Hold to My Hand" é o quarto episódio da primeira temporada da série de televisão norte-americana de drama pós-apocalíptica The Last of Us. Ele foi escrito por Craig Mazin, o co-criador da série, e dirigido por Jeremy Webb. Ele foi transmitido originalmente pelo canal HBO em 5 de fevereiro de 2023. No episódio, Joel (Pedro Pascal) e Ellie (Bella Ramsey) são emboscados por bandidos em Kansas City, Missouri. Em outro lugar na cidade, a líder deles, Kathleen (Melanie Lynskey), em conjunto com seu segundo em comando, Perry (Jeffrey Pierce), e o seu grupo procuram por Henry (Lamar Johnson) e seu irmão Sam (Keivonn Montreal Woodard).
A decisão de substituir Kansas City por Pittsburgh, sendo a última o cenário desta parte da história no jogo eletrônico no qual a série é baseada, foi tomada por Mazin pois este descobriu que, além do local de produção em Calgary se assemelhar mais à cidade em questão, a distância de Kansas City justificava o desenvolvimento adicional dos personagens. Os roteiristas sentiram que a adaptação televisivo permitiu uma oportunidade de explorar personagens como Kathleen e Perry, que não existem no jogo. 
O episódio recebeu críticas positivas, com elogios direcionados à escrita, direção, cinematografia e as performances de Lynskey, Pascal e Ramsey. Ele foi assistido por 7,5 milhões de espectadores em sua estreia.

## Enredo
Enquanto dirigem até Wyoming, Joel (Pedro Pascal) conta a Ellie (Bella Ramsey) sobre seu passado com seu irmão Tommy (Gabriel Luna): após a pandemia, eles se tornaram próximos de um grupo de sobreviventes viajando para Boston, onde conheceram Tess (Anna Torv) e Marlene (Merle Dandridge); Tommy, sempre procurando por uma causa pela qual lutar, foi facilmente recrutado pelos Vaga-Lumes, mas depois desistiu da luta e seguiu por conta própria. Acampando na floresta durante a noite, Joel avisa Ellie para não confiar em ninguém que encontrarem. No dia seguinte, eles chegam às ruínas de Kansas City, Missouri. Como a rodovia está bloqueada, eles são forçados a fazer um desvio para a cidade. Ellie vê um homem implorando por ajuda, mas Joel acelera o veículo em direção ao sujeito. Um tijolo quebra a janela da caminhonete e uma faixa de pregos fura os pneus fazendo a dupla colidir com uma lavanderia.
Ellie se esconde enquanto Joel mata dois homens com um rifle. Um terceiro agressor — Bryan (Juan Magana) — o pega de surpresa. Enquanto Joel está sendo sufocado, Ellie tira a arma de sua mochila e atira em Bryan nas costas, paralisando-o da cintura para baixo. Joel confisca sua arma e a manda embora antes de esfaquear Bryan fatalmente enquanto ele grita por misericórdia. Joel e Ellie escapam enquanto mais bandidos — parte de um grupo que derrubou o governo e assumiu o controle da cidade — encontram os corpos. Sua líder, Kathleen Coghlan (Melanie Lynskey), é informada dos eventos. Ela deduz e informa publicamente que seus inimigos — incluindo Henry Burrell (Lamar Johnson), que acredita ter delatado seu irmão para ser executado — são responsáveis por contatar os assassinos e ordena que seus seguidores vasculhem a cidade. Enquanto isso, Joel ensina Ellie a segurar sua arma corretamente e concorda em deixá-la carregá-la.
O segundo em comando de Kathleen, Perry (Jeffrey Pierce), mostra a ela um quarto desocupado onde Henry estava abrigado. O piso do depósito no subsolo está cedendo e algo está se movendo no subsolo. Perry insiste que eles lidem com o problema, mas Kathleen ordena que ele esconda as evidências até que encontrem Henry. Joel localiza um prédio alto de onde eles podem ter uma boa visão da área ao redor e encontrar uma rota de fuga. Deitado para dormir em um dos apartamentos, uma das piadas de Ellie faz Joel rir pela primeira vez. Abruptamente acordado pela voz de Ellie, Joel encontra um homem e seu irmão mais novo (Keivonn Montreal Woodard) apontando uma arma para eles.

## Produção

### Antecedentes e escrita

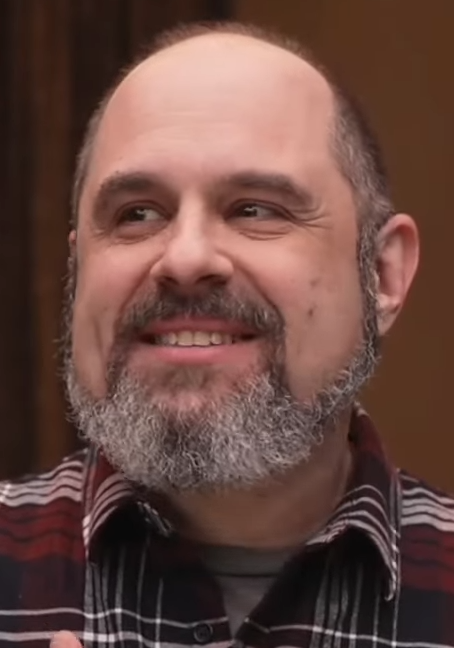
O episódio foi escrito por Craig Mazin, o co-criador da série de televisão.

"Please Hold to My Hand" foi escrito por Craig Mazin, o co-criador da série The Last of Us, e dirigido por Jeremy Webb. O Sindicato de Diretores do Canadá revelou que Webb foi cotado para a direção da série em janeiro de 2022. No episódio, a cidade de Kansas City substituiu Pittsburgh, conforme retratado no jogo eletrônico no qual a série é baseada pois Mazin observou que, além dos locais de produção no Canadá serem mais similares à Kansas City, ele também sentiu que Pittsburgh não era importante o bastante na história para justificar o trabalho em recriá-la. Neil Druckmann, o co-criador da série que escreveu e co-dirigiu o jogo eletrônico, considerou esta uma mudança superficial, pois os personagens são mais importantes do que o local. Ele e Mazin  notaram que a distância adicional para Kansas City justificava as batidas do enredo e o desenvolvimento dos personagens.: 11:14 Mazin gostou do uso do livro de piadas de Ellie no jogo e sentiu que sua inclusão na série permitiu um desenvolvimento eficaz entre ela e Joel. Mazin considerou que a decisão de Joel de permitir que Ellie usasse uma arma demonstrou sua confiança nela e considerou este como "o momento mais pai-filha que eles já tiveram".: 26:03 

### Escolha do elenco e personagens
Em agosto, a escalação dos atores Lamar Johnson e Keivonn Montreal Woodard para os papéis de Henry e Sam foi anunciada junto com a confirmação de Kansas City substituindo Pittsburgh. A escalação de Jeffrey Pierce como Perry foi anunciada em 15 de julho; Anteriormente, Pierce interpretou o personagem Tommy nos jogos. Ele entrou em contato com Druckmann para oferecer apoio à série e declarou que "teve sorte que algo surgiu que se encaixasse"; ele fez o teste para um papel diferente três vezes, mas Mazin e Druckmann sentiram que sua performance foi inacreditável "como uma vítima", finalmente oferecendo a ele o papel de Perry cerca de uma semana depois. Perry é um personagem original da série que, de acordo com Pierce, "tem enormes implicações para as coisas" que ocorreram no jogo. O roteiro o descreveu como um ex-militar da corporação.
A escalação de Melanie Lynskey como Kathleen foi anunciada junto com um teaser trailer da série em setembro de 2022. Kathleen, que é uma personagem original do show, foi criada por Mazin como a líder de um grupo de caçadores que apareceu no jogo. Druckmann observou que seguir personagens antagônicos tornava a história mais interessante, permitindo tanto compreensão quanto justificativa de suas ações,: 16:44 em vez de serem vistas como "obstáculos" como no jogo.: 2:42  Mazin comparou Kathleen com a personagem Madame Defarge do romance A Tale of Two Cities (1859), escrito por Charles Dickens. Na obra, ela é uma revolucionária que se torna terrorista devido a circunstâncias cruéis, o que permite que o público tenha empatia.: 19:49 
Mazin, que era amigo de Lynskey,: 20:13  entrou em contato com ela sobre o papel e descreveu a personagem como "uma criminosa de guerra". No início ela hesitou bastante até que Mazin forneceu mais detalhes sobre a personagem, descrevendo-a como alguém que foi forçada a assumir um papel após a morte de seu irmão, que "era basicamente Jesus". Ela pôde se relacionar com as motivações da personagem devido ao seu relacionamento com seus quatro irmãos. Mazin e Druckmann sentiram que sua escalação era incomum, pois ela tem uma "doçura" que entra em conflito com a posição de Kathleen no episódio, uma decisão intencional para intrigar o público;: 23:58  Lynskey queria interpretar a personagem como "de fala mansa e delicada" para justapor sua violência. Ela sentiu que Kathleen provavelmente era menos intensa antes da morte de seu irmão, mas foi forçada a se tornar endurecida devido às suas circunstâncias. Em resposta a um comentário da Adrianne Curry afirmando que o "corpo de Kathleen diz vida de luxo... não [sic] senhora da guerra pós-apocalíptica", Lynskey escreveu que a personagem deveria ser inteligente em vez de musculosa. Mais tarde, ela acrescentou que queria retratar a personagem como "feminina e de voz suave, e todas as coisas que nos disseram que são 'fracas'", observando que ela esperava subverter as expectativas.

### Trilha sonora

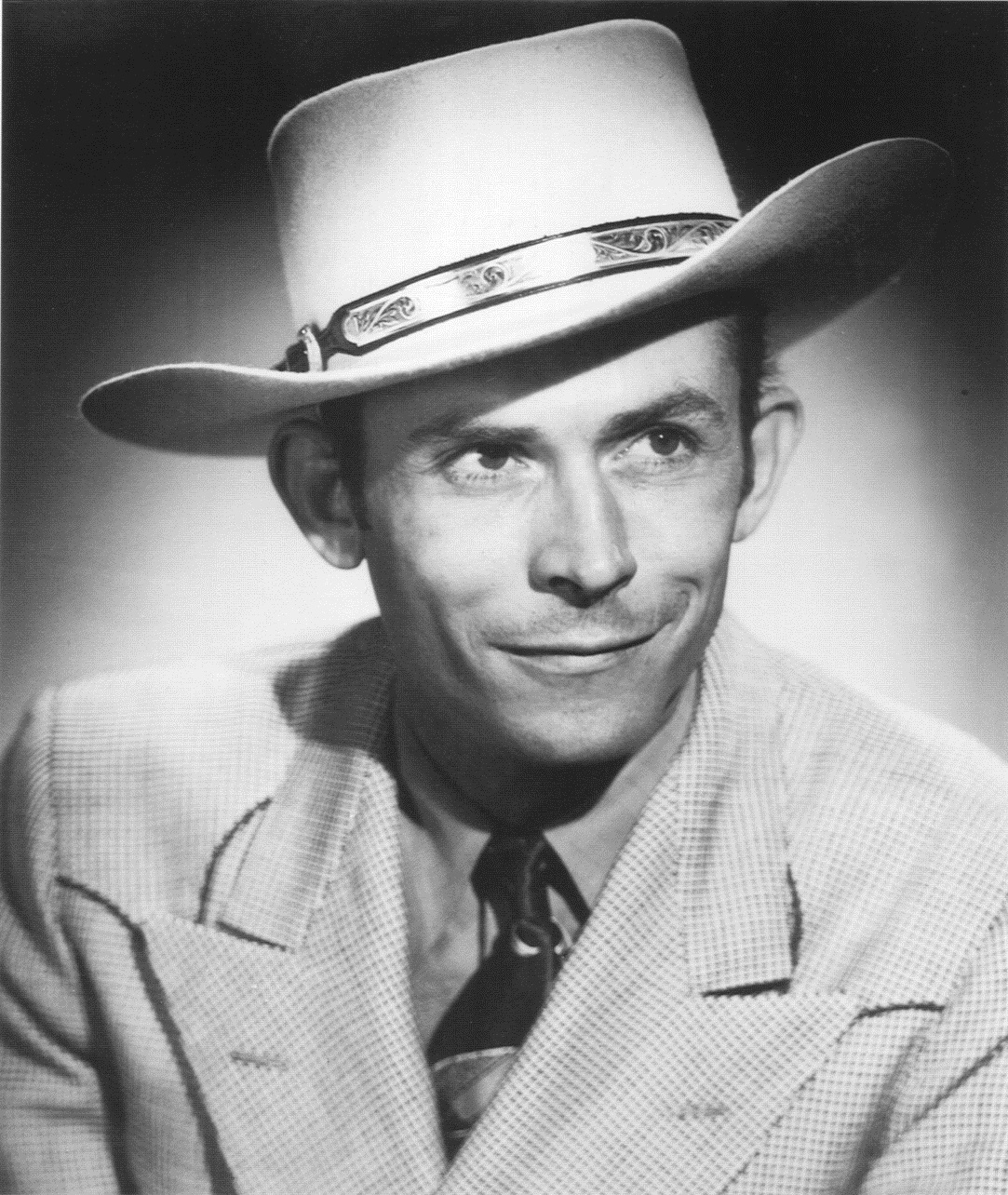
O título do episódio faz referência a letra da música "Alone and Forsaken", de Hank Williams, que é tocada durante o episódio e no jogo eletrônico.

O título do episódio é uma referência à letra da música "Alone and Forsaken", por Hank Williams,: 1:01 que Joel e Ellie tocam no rádio. A música foi usada durante a mesma cena no jogo eletrônico, assim como em um dos trailers da série. Daniel Falconer do GameRevolution reconheceu que a letra representava as promessas de Ellie a Joel e serviam como um prenúncio de sua aparente imaturidade. Um cover da música "True Faith" de Lotte Kestner é utilizada durante os créditos do episódio. A versão utilizada trata-se de um regravação feita por Ashley Johnson interpretando a personagem Ellie em um trailer de 2020 do jogo The Last of Us Part II. Madeline Carpou do The Mary Sue sentiu que sua inclusão refletia o arco do personagem de Ellie: suas ações no episódio a colocaram no caminho dos eventos do Part II. Após seu uso no episódio, tanto "True Faith" como "Alone and Forsaken" alcançaram, respectivamente, sexto e sétimo lugar na parada Top TV Songs da Billboard em fevereiro de 2023.

### Filmagens
Eben Bolter trabalhou como diretor de fotografia do episódio. Algumas das primeiras cenas foram filmadas no Viaduto Lethbridge. Para a cena de Ellie testando sua arma em frente ao espelho, um buraco foi adicionado ao teto com luz natural do sol; Bolter queria que iluminasse Ellie "sem parecer perfeito demais". Calgary foi usada para recriar Kansas City no episódio.: 11:14 A cena em que Joel e Ellie se escondem dos caçadores foi filmada em um antigo bar em Calgary, embora o local tenha sido alterado várias vezes antes das filmagens. Foi uma das poucas vezes em que uma cena de interior da série foi filmada no local em vez de um estúdio fechado; a equipe de produção queria os visuais de caminhões passando, o que eles acharam difícil de reproduzir em um estúdio. As paredes foram coloridas de um vermelho "vivo" enfatizado por vitrais perto do teto. Bolter solicitou jornais nas janelas para criar uma luz difusa e suave e fazer a cena parecer mais íntima e segura. Pequenas refilmagens foram feitas em 4 de outubro perto do Worlds of Fun em Kansas City, Missouri, e na Interestadual 435 em Kansas City, Kansas.

## Recepção

### Transmissão e audiência
O episódio foi exibido originalmente no canal HBO em 5 de fevereiro de 2023. Em sua noite de estreia, o episódio teve 7,5 milhões de espectadores nos Estados Unidos, incluindo espectadores lineares e transmissões no HBO Max — representando um aumento de 17% em relação à semana anterior e 60% em relação à estreia. Na televisão linear, teve 991 000 espectadores em sua primeira noite, com uma taxa de 0.26 de participação de audiência.

### Resposta da crítica
No agregador de críticas Rotten Tomatoes, "Please Hold to My Hand" obeteve uma taxa de aprovação de 100 por cento com base em 33 análises, com uma classificação média de 7.7/10. O consenso crítico do site descreveu o episódio como "um capítulo conciso que se preocupa com o momento em vez da recompensa", mas "uma maratona absorvente, mesmo assim, graças à química crescente de Joel e Ellie".
A performance de Lynskey foi amplamente elogiada. Bernard Boo do Den of Geek escreveu que ela "faz um trabalho fantástico de se mostrar formidável e cruel, enquanto deixa a humanidade de sua personagem transparecer o suficiente". Darren Mooney do The Escapist elogiou sua justaposição de um "arquétipo doméstico com algo mais primitivo e violento por baixo". Por outro lado, Bradley Russell da Total Film sentiu que a performance de Lynskey não tinha a intimidação necessária, e David Cote, do The A.V. Club, a considerou "uma escolha contra intuitiva" para o papel, acrescentando que está "esperando para ser convencido". As performances de Pedro Pascal e Bella Ramsey como Joel e Ellie foram elogiadas; Boo do Den of Geek elogiou sua nuance em momentos mais calmos. Cote do The A.V. Club gostou do calor e do humor de Pascal, particularmente nas cenas em que ele ensina Ellie, e Aaron Bayne da Push Square sentiu que a performance de Ramsey conquistaria os espectadores que duvidavam de sua escalação, e elogiou sua representação de trauma e humor. Gene Park do The Washington Post escreveu de forma semelhante que o episódio foi "a hora de Ramsey flexionar esses músculos" do humor.
Bayne da Push Square achou que o ritmo misturava momentos dos personagens e sequências de ação de maneira efetiva, e queria que o episódio fosse mais longo como resultado. Steve Greene da IndieWire elogiou Mazin e Druckmann por apresentarem os silenciosos sucessos da jornada de Joel e Ellie ao lado dos contratempos. Simon Cardy da IGN gostou dos momentos humorísticos entre Joel e Ellie, embora tenha notado que o episódio foi mais fraco no geral, pois serve principalmente como preparação para o episódio seguinte. Russell do Total Film achou que os momentos dos personagens forneceram "a quantidade certa de leviandade". Boo do Den of Geek considerou Kathleen e seu grupo menos interessantes do que Bill e Frank do episódio anterior, mas reconheceu que suas histórias permaneceram inacabadas. Alan Sepinwall, escrevendo para a Rolling Stone, declarou que a narrativa do episódio, embora fosse menos envolvente do que o da semana anterior, foi necessária considerando os eventos do episódio seguinte.
Cardy da IGN comparou a cinematografia durante a sequência da emboscada ao trabalho de Emmanuel Lubezki no longa-metragem Children of Men (2006), e a classificou como uma demonstração da "classe em exibição em todos os aspectos da produção do programa". Ele também destacou o uso de movimentos de câmeras manuais e tomadas em close-up para seguir os movimentos de Joel e Ellie. Webb da Push Square elogiou a direção de Webb pelo seu foco em momentos mais calmos. Por sua vez, Mooney do The Escapist aplaudiu a decisão do diretor de manter a câmera em Ellie e Kathleen quando elas disparam suas armas. Noel Murray, do The New York Times, teceu comentários positivos a respeito do design de produção de John Paino, "dos postos de gasolina destruídos às ruas de Kansas City cobertas de destroços".